# Missouri Headwaters State Park
Der Missouri Headwaters State Park liegt 5 km östlich von Three Forks im Gallatin County des US-Bundesstaates Montana. In dem 215 ha großen State Park vereinigen sich die beiden Flüsse Madison River und Jefferson River und bilden damit den Ursprung des Missouri. Einen Kilometer flussabwärts fließt noch innerhalb des Parks der Gallatin River als erster bedeutender Nebenfluss dem Missouri zu. Am 28. Juli 1805 erreichten Meriwether Lewis und William Clark die Stelle mit ihrem Team im Rahmen der Lewis-und-Clark-Expedition.
Die ältesten menschlichen Spuren in der Gegend lassen sich 11.000 Jahre zurückdatieren. Vor der Ankunft von Lewis und Clark gehörten die Indianerstämme der Bannock, Blackfoot, Crow, Salish und Schoschonen zu den wiederkehrenden Nutzern.
Die alten Namen der Flüsse wurden von Lewis und Clark durch die noch heute gültigen Namen von prominenten Politikern der damaligen Zeit ersetzt. Der ursprünglich nach den an seinem Lauf wachsenden Beeren benannten Fluss wurde nach dem Finanzminister Albert Gallatin in Gallatin River umbenannt. Der über weite Strecken geradewegs fließende Fluss bekam den Namen Madison River nach dem Außenminister und späteren US-Präsidenten James Madison. Mit der Benennung des Jefferson River sollte der Präsident Thomas Jefferson geehrt werden.
1940 stifteten Einheimische Bürger dem Bundesstaat die ersten 8,5 ha Landfläche um den historischen Platz zu bewahren. 1957 wurde das Gebiet zum Missouri Headwaters State Park erklärt. In den 1960er Jahren wurde der Park um über 200 ha erweitert und verschiedene Wege und Erholungseinrichtungen angelegt. Am 9. Oktober 1960 wurde zusätzlich das Three Forks of the Missouri National Historic Landmark eingerichtet.
Im State Park gibt es verschiedene Erholungsmöglichkeiten. Dazu gehören Fischen, Bootfahren, Wander- und Radwege, Picknickplätze, Camping und Führungen durch das Gebiet.

## Verweise
1. ↑  Listing of National Historic Landmarks by State: Montana. National Park Service, abgerufen am 17. August 2019.
2. ↑  Beschreibung des Parks. Abgerufen am 15. Januar 2021.
3. ↑  http://fwp.mt.gov/mtoutdoors/HTML/articles/2004/MissouriHeadwatersSP.htm
4. ↑  http://montanakids.com/things_to_see_and_do/state_parks/missouri_headwaters.htm